# Gora Nadezhda
Gora Nadezhda är ett berg i Antarktis. Det ligger i Östantarktis. Australien gör anspråk på området. Toppen på Gora Nadezhda är 1 303 meter över havet.
Terrängen runt Gora Nadezhda är platt.  Trakten är obefolkad. Det finns inga samhällen i närheten.